# Када
Када је већи или мањи суд уграђен у купатило који служи за купање. Производи се од разних материјала од којих је најчешћи емајл. Сматра се да су прве каде биле произведене и коришћене у 2. миленијуму п. н. е. у Кнососу.
Када може имати ногаре или бити без њих, односно узидана у купатилу. На њихову ивицу се могу прикачити компоненте у облику полице на којима се налазе шампони, сапуни или друге потребне ствари које се налазе у купатилу, а служе за одржавање хигијене. Посебна врста каде за опуштање и/или лечење је џакузи.

## Историја каде и купања
Документовани рани водоводни системи за купање датирају још око 3300. године пре нове ере, када су откривене бакарне водоводне цеви испод палате у древној Европи. Докази о најранијој преживелој кади персоналне величине пронађени су на острву Крит, где је пронађена 1,5 m (5 ft) дуга када са постољем саграђена од очврсле грнчарије.
Када са шапама, која је достигла врхунац своје популарности крајем 19. века, настала је средином 18. века, када је дизајн кугле и канџе настао у Холандији, вероватно уметнички инспирисан кинеским мотивом змаја који држи драгоцени камен. Дизајн се проширио на Енглеску, где је наишао на велику популарност међу аристократијом, баш када је купање постајало све модерније. Ране каде у Енглеској обично су биле направљене од ливеног гвожђа, или чак од калаја и бакра са наношеном бојом која се временом љуштила.
Проналазач шкотског порекла Дејвид Бјуик изумео је процес за лепљење порцеланског емајла за ливено гвожђе 1880-их док је радио за компанију Алекандер Мануфакчуринг у Детроиту. Компанија, као и друге, укључујући Кохлер компанију и Ј. Л. Мот Ajрон Воркс, започеле су успешно продају порцеланских емајлираних каде од ливеног гвожђа, процес који остаје углавном исти до данас. Далеко од китњастих стопала и луксуза који се највише асоцира на каде са канџастим стопалима, рани пример Кохлера је рекламиран као „кућна када/када за шурење свиње”, када је опремљена са четири ноге служила је као када. Употреба предмета као каде за свиње сматрана је важнијом маркетиншком тачком од његове способности да функционише као када.
Процес за емајлирање каде од ливеног гвожђа изумео је Американац шкотског порекла Дејвид Дaнбар Бјуик.

## Типови

### Вруће каде
Вруће каде су уобичајени грејани базени који се користе за опуштање, а понекад и за терапију. Вруће каде су постале популарне у САД током ране хипи ере (1967–1980), појављујући се у филмовима и музици.

### Меке каде
Меке каде су направљене од меке пластике или пене са заштитним неклизајућим премазом. Док су меке каде биле доступне од 1970-их, до 1990-их су их продавали велики произвођачи. Каде се обично продају за децу и старије, како би се спречиле повреде од пада.